# Real United
Real United is een voetbalvereniging uit Amsterdam-west. De club werd opgericht als samenwerkingsverband van de jeugd van SV Parkstad en SC Eendracht '82. De club maakt hierbij gebruik van de faciliteiten van Eendracht '82.
Real United speelt op Sportpark De Eendracht, waar tevens meer clubs uit Amsterdam West hun thuisbasis hebben.
Het standaard zondagelftal komt uit in de Zesde klasse van het district West I (2014/15).

## Resultaten amateurvoetbal 2014/15 (zondag)
| \| 12 6B \| |
| 15          |
| 12 6B       |

| Zesde klasse |

Voormalig: AFC "Sport" · Ambon · FC Amsterdam · V.V. Amsterdam · ASSV · VV De Beursbengels · FC Blauw-Wit Amsterdam · Blauw-Wit Osdorp · B.P.C. · CDW · FC Chabab · D.E.C. · VV DIB · D.N.C. · DWV · SC De Eland · Energia · SC Fenerbahçe · ASV De Germaan · KBV · N.E.C. '75 · AFC Neerlandia · Neerlandia/SLTO · New Amsterdam · FC Nieuwendam · SC Nieuwendam · ODOS · Oriënt · P en T · RAP · SCZ '58 · Sparta Amsterdam · Sporting Amsterdam · Sporting Noord · SV Osdorp · Osdorp/Sport · SLTO · Avv SPORT · Türkiyemspor · De Volewijckers · Volharding · SC Voorland · ZRC Herenmarkt